# Obok
Obok – polski film psychologiczno-obyczajowy z 1979 roku w reżyserii i według scenariusza Feliksa Falka.

## Obsada
- Andrzej Szalawski – Seweryn Karcz, ojciec Artura
- Wojciech Alaborski – Artur Karcz
- Ewa Dałkowska – kochanka Artura
- Krzysztof Zaleski – Krzysztof Stachura
- Marek Kępiński – Stawicki, pianista w hotelowej restauracji
- Joachim Lamża – Pierzchała z "Estrady"
- Mieczysław Kobek – kierownik recepcji

## Opis fabuły
Film przedstawia historię i stosunki międzyludzkie na przykładzie trojga ludzi. Akcja filmu rozgrywa się w hotelu. Artur Karcz, robiący karierę urzędnik, przybywa tam wraz ze swoją kochanką, z którą prowadzą potajemnie drugie życie. Oboje mają własne małżeństwa, a oprócz tego przeżywają romans. Artur jest cyniczny i bezwzględny w traktowaniu zarówno swoich współpracowników zawodowych, jak i kochanki, która w przeciwieństwie do niego byłaby gotowa rozpocząć z nim wspólne życie. Przypadkiem Artur napotyka w hotelu na swojego ojca, Seweryna, z którym nie utrzymuje od lat kontaktów. Ojciec jest pianistą i po rekonwalescencji angażuje się właśnie w nową umowę na występy, co jednak stanowi dla niego rozczarowanie, gdy okazuje się, że zleceniodawca przewiduje jedynie koncerty rozrywkowe. Po rozmowie przy barze z synem, ojciec oczekuje dalszego kontaktu z nim i sugeruje późniejsze dłuższe spotkanie w pokoju hotelowym. Tymczasem syn spędza dalszy wieczór z kochanką. Jest zupełnie obojętny, gdy zza ściany dobiegają odgłosy głośnego, niepokojącego kaszlu. Po kłótni, pozostawiony przez kochankę, usiłuje sprawdzić, co dzieje się z sąsiadem z pokoju obok, domyślając się, że to jego ojciec. Jednak jest już za późno, gdyż nikt nie otwiera drzwi.